# Bertrand de Jouvenel
Bertrand de Jouvenel (Parigi, 31 ottobre 1903 – Parigi, 1º marzo 1987) è stato un filosofo, politico ed economista francese tra i fondatori della futurologia moderna.

## Biografia
Erede di una famiglia di antica nobiltà francese, proveniente dalla regione dello Champagne, suo padre era Henri de Jouvenel, la madre Sarah Boas, figlia di un industriale ebreo. Nel 1912 il padre divorziò dalla prima moglie per sposare in seconde nozze la celebre scrittrice Colette, anch'ella al secondo matrimonio. Bertrand ebbe una relazione con la matrigna, da quando aveva appena 16 anni: dal 1920 al 1924; la scoperta dalla relazione causò uno scandalo e la rottura del matrimonio. Alla vicenda si ispira il romanzo di Colette Il grano in erba.
Inizialmente vicino al partito radicale, divenne giovanissimo redattore del giornale La Voix. Si spostò successivamente su posizioni conservatrici frequentando circoli nazionalisti e monarchici. Nel 1928 apparve il suo libro L'economia dirigée. Le programme de la nouvelle géneration, in cui si schierava contro capitalismo, liberalismo e comunismo. Attraverso l'amicizia da Jouvenel stesso definita "appassionata" con Otto Abetz (agente nazista, addetto alla propaganda tedesca in Francia e consigliere per gli affari francesi di von Ribbentrop), il 28 febbraio 1936 intervistò Adolf Hitler per il giornale Paris-Midi. Come in futuro gli venne contestato, Jouvenel si espresse in termini apertamente favorevoli verso Hitler, difendendolo davanti all'opinione pubblica e alla stampa internazionale allarmata dalle leggi di Norimberga, promulgate l'anno precedente: "devo rivedere tutte le mie idee sul dittatore [...] Come, quest'uomo semplice che parla sommessamente, con ragionevolezza, gentilezza, senso dell'umorismo, è forse lo stesso terribile demagogo che ha portato l'intero popolo tedesco al parossisimo, e in cui il mondo intero ha visto un'incombente minaccia di guerra?". Jouvenel era infatti tra i sostenitori di un riavvicinamento franco-tedesco e aveva fondato il "Cercle du grand pavois" a sostegno degli sforzi del Comitato Francia-Germania. Nel 1936 Jouvenel aderì al Partito Popolare Francese di Jacques Doriot, divenendo direttore del giornale L'Émancipation nationale, dichiaratamente fascista. La convinta attività collaborazionista lo condurrà quello stesso anno ad accompagnare l'amico Pierre Drieu La Rochelle alla conferenza tenuta da quest'ultimo di fronte ai capi della Gioventù hitleriana e dell'Associazione degli studenti nazional-socialisti. Ruppe con il partito nel 1938 dopo gli Accordi di Monaco, che Doriot approvava. Sempre nel 1938 assistette al congresso del Partito nazionalsocialista su incarico del giornale antisemita Gringoire; per questo giornale pubblicò diversi articoli filo-nazisti, tra cui una commemorazione del fallito putsch del 1923 uscita il 10 novembre 1938, il giorno successivo alla Notte dei cristalli. Grazie alle entrature delle madre, sostenitrice dell'indipendenza della Cecoslovacchia, divenne segretario personale di Edvard Beneš.
Durante la Seconda guerra mondiale, in seguito all'occupazione francese rimase dapprima a Parigi, pubblicando Après la Défaite, nel quale sollecitava i francesi ad aderire al nuovo ordine di Hitler; ma poco prima della liberazione di Parigi da parte degli Alleati, riparò in Svizzera. Qui scrisse Il potere, pubblicato nel 1945, opera di filosofia politica lodata, tra gli altri, da Friedrich von Hayek. Con lo stesso Hayek, Jacques Rueff, Milton Friedman e altri, Jouvenel fondò la Mont Pelerin Society, destinata a diventare uno dei centri studi più importanti per lo sviluppo del cosiddetto neoliberismo.
Negli anni successivi, le sue posizioni politiche si aprirono a un leggero interventismo statale: si lamentò con Milton Friedman che la Mont Pelerin Society fosse scaduta in una visione manichea "secondo cui lo stato non può fare nulla di buono e l'impresa privata non può fare nulla di sbagliato". Nel 1960 fonda il movimento di Futuribles, che introduce in Francia la futurologia moderna. Il suo interesse per gli studi sul futuro lo portano a pubblicare, nel 1964, l'opera fondamentale L'arte della congettura. Aderisce successivamente al Club di Roma e nel 1973 è tra i fondatori e primo presidente della World Futures Studies Federation, con sede presso la Maison International Futuribles di Parigi. Sia l'organizzazione che la rivista sono tuttora attivi.

## Opere
in italiano:
- Il potere, Rizzoli, 1947; nuova ed. Il potere. Origini, metafisica, limiti, Oaks, 2019, a cura di Simone Paliaga.
- L'arte della congettura, Vallecchi, 1967; nuova ed. L'avvenire della politica e l'arte della congettura, Pagine, 2017, a cura di Domenico Fisichella.
- La sovranità, a cura di Enzo Sciacca, Giuffrè, 1971.
- L'etica della redistribuzione, Liberlibri, 2008.
- L'economie dirigée. Saggi sull'economia diretta, Il Segnalibro, 2009.